# Старе Село (Підляське воєводство)
Старе Село (Старовесь, пол. Starowieś) — село в Польщі, у гміні Ботьки Більського повіту Підляського воєводства. Населення — 152 особи (2011).

## Історія
Вперше згадується 1577 року. У 1880-х роках відкрита церковна школа грамоти (просвіти).
У 1975—1998 роках село належало до Білостоцького воєводства.

## Демографія
Демографічна структура станом на 31 березня 2011 року:
|          | Загалом | Допрацездатний вік | Працездатний вік | Постпрацездатний вік |
| -------- | ------- | ------------------ | ---------------- | -------------------- |
| Чоловіки | 84      | 22                 | 45               | 17                   |
| Жінки    | 68      | 11                 | 30               | 27                   |
| Разом    | 152     | 33                 | 75               | 44                   |

У 1929 році в селі мешкала 41 православна родина.